# 西沙諸島の戦い
西沙諸島の戦い（せいさしょとうのたたかい、中国語: 西沙海战、ベトナム語: Hải chiến Hoàng Sa）は、1974年の1月19日と1月20日に南シナ海の西沙諸島（パラセル諸島）で中華人民共和国（中国）とベトナム共和国（南ベトナム）の間で勃発した戦争である。この争いが勃発した西沙諸島や近隣の南沙諸島など南シナ海では以前から様々な国々が領有権を争っていたが、そのような中1974年1月15日に南ベトナムは西沙諸島をダナン市に編入し、それと同時に軍艦を派遣するなどの行動を行なった。それに対して中国も同地域に軍艦を派遣し1月19日と1月20日にかけて戦闘が勃発した。結果としては中国側の勝利に終わり、中国は西沙諸島の全域を占領する事となった。

## 背景
南シナ海上の西沙諸島は、第一次インドシナ戦争後、中華人民共和国と南ベトナムが領有権を主張して領土問題を生じていた。中国が西沙諸島の東部を、ベトナム共和国（以下、南ベトナム）が珊瑚島等の西部（永楽群島）を実効支配していた。1971年には中国軍が西沙諸島に艦隊を派遣し、多数の施設の建築を行って軍事的緊張が高まったことがあった。
1974年当時の南ベトナムはベトナム戦争末期の追いつめられた状況にあった。前年のパリ協定に基づきアメリカ軍は南ベトナムから全面撤退し、わずかな軍事顧問が残る程度になっていた。南ベトナム海軍は、アメリカから供与された旧式艦を主体とし、護衛駆逐艦など比較的に大型の艦艇は保有していたが、実戦経験は乏しく練度も高いとは言い難かった。
対する中国側も文化大革命の混乱期ではあったものの、海軍の近代化が進みつつあった。中国海軍の主力艦艇はソビエト連邦から供与された駆逐艦や潜水艦であったが、1960年代後半から上海型哨戒艇（en）などの小型艦艇の国産化を実現していた。うち、西沙諸島を担当する部隊は、湛江市に司令部を置く南海艦隊であった。また、西沙諸島はベトナム本土よりも中国本土に近く、中国側航空部隊の作戦圏内に収まっていた。
1974年1月11日、中国政府は、西沙諸島が自国領土であることを改めて主張する声明を発表した。この発表の意図は、前年9月に南ベトナム政府が、同じく中国と係争中の南沙諸島についてフートイ省へ編入する旨を発表したことに応じて、対抗措置を講じることにあった。従来からの中国政府の主張を確認するものではあったが、島嶼そのものだけでなく周辺海域の支配権にまで言及した点で新しく、大陸棚資源を確保しようという戦略的な狙いが明らかにされていた。

## 戦闘経過

### 対峙と小競り合い
1月15日、南ベトナム海軍の哨戒艦リ・トン・キェト（en, 漢字表記：李常傑, 旧アメリカ海軍バーネガット級水上機母艦チンコテーグ（en））が、西沙諸島を哨戒に訪れた。すると永楽群島の甘泉島（ロバーツ島）に中国国旗が掲揚されており、沖に中国の大型漁船402号と407号が碇泊しているのを発見した。リ・トン・キェトは中国漁船に退去を命じ、陸上の中国国旗を狙って威嚇射撃を行った。
1月17日、中国と南ベトナム双方は増援部隊を現地に派遣した。南ベトナム軍は、護衛駆逐艦チェン・チン・ユー（en, 漢字表記：陳慶餘, 旧アメリカ海軍エドサル級護衛駆逐艦フォスター）と哨戒艦チェン・ピン・チョン（en, 漢字表記：陳平仲, 旧アメリカ海軍バーネガット級水上機母艦キャッスル・ロック（en））に歩兵を乗せて派遣、甘泉島と金銀島に展開させた。中国軍も、楡林基地第38002部隊副司令員の魏鳴森を指揮官として、第73駆潜艇大隊（大隊長：王克強）の海南型駆潜艇（en）271号、274号に歩兵1個小隊ずつを乗せて送り、普卿島（ドイモン島）・深航島（ダンカン島）・広金島（パーム島）を占領、ほかにも艦艇や航空機を出動させた。
1月18日、南ベトナムは哨戒艇ヌータオ（en, 漢字表記：日早, 旧アメリカ海軍アドミラブル級掃海艇セレーネ）を増派し、永楽島付近を警戒させた。中国側は第74駆潜艇大隊の駆潜艇281号、282号と輸送任務の掃海艇389号、396号（陸兵と輸送物件を搭載）を加えて、駆潜艇4隻・掃海艇2隻（実質はいずれも高速砲艇）の態勢となっていた。中国側漁船2隻も依然として周辺海域にとどまっており、南ベトナム艦艇と体当たりを繰り返していた。

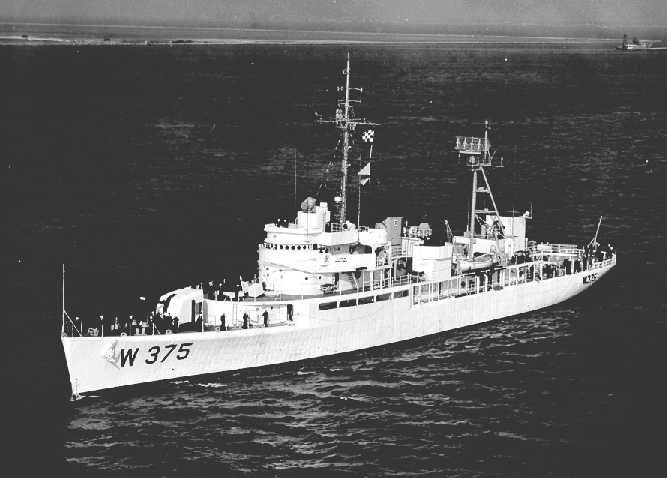
南ベトナム艦リ・トン・キェトの前身のアメリカ艦チンコテーグ。
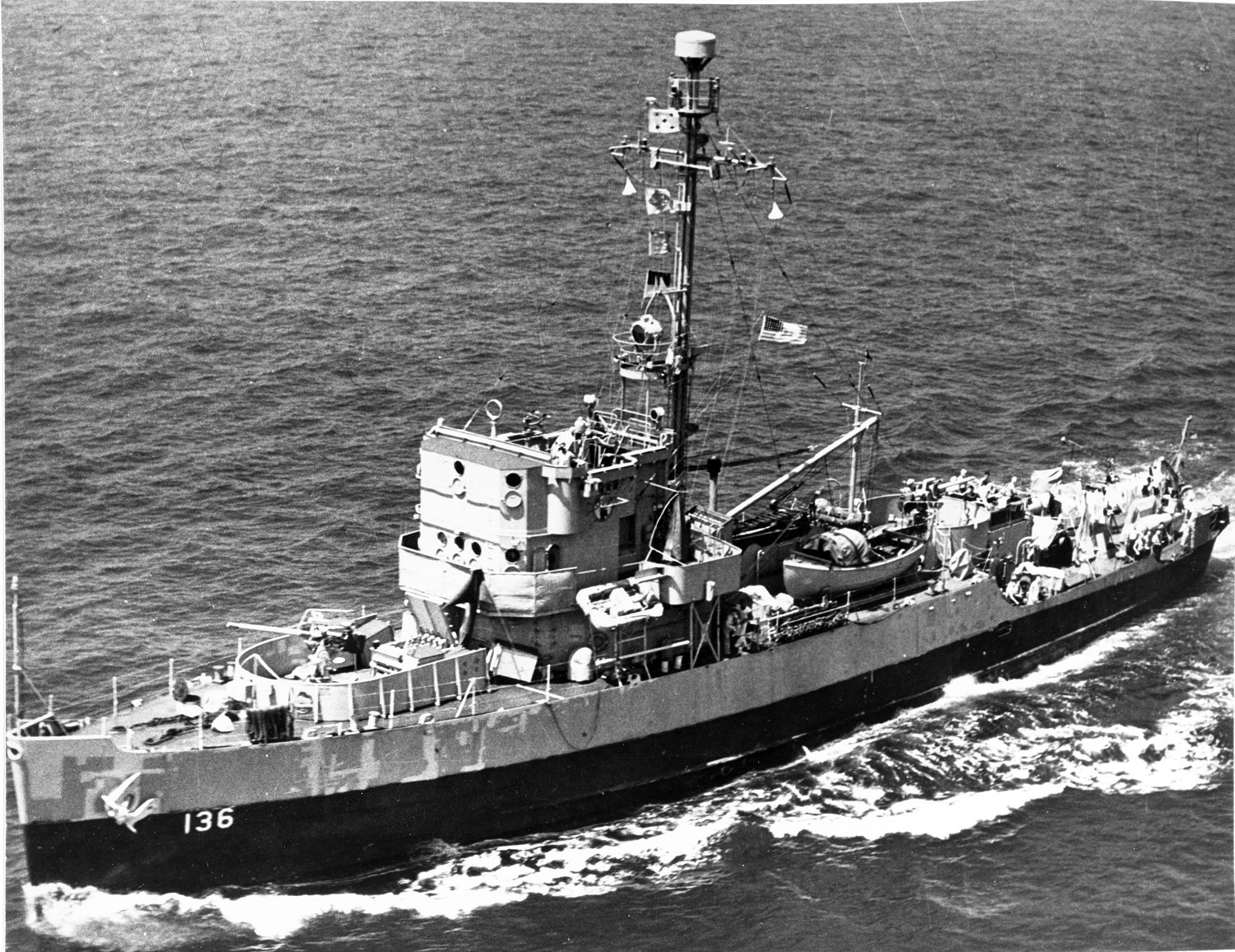
ヌータオと同型のアメリカ艦アドミラブル。当時、ヌータオの装備は76mm砲1門と20mm機銃2門であった。
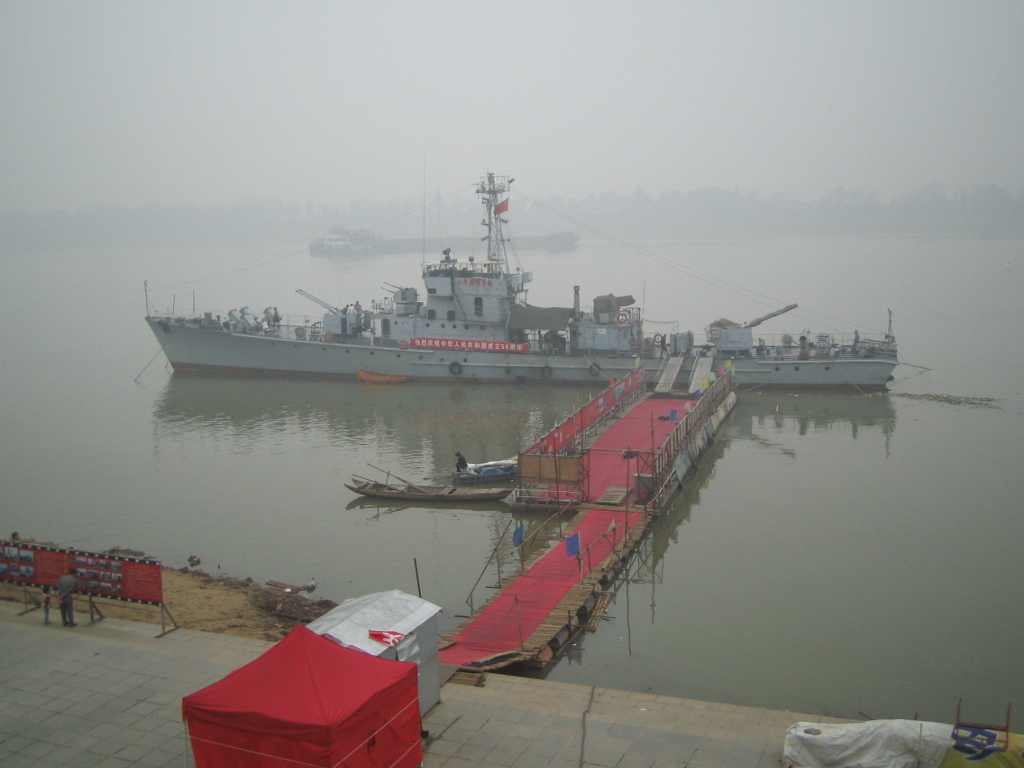
中国海軍の海南型（037型）駆潜艇。

### 西沙海戦

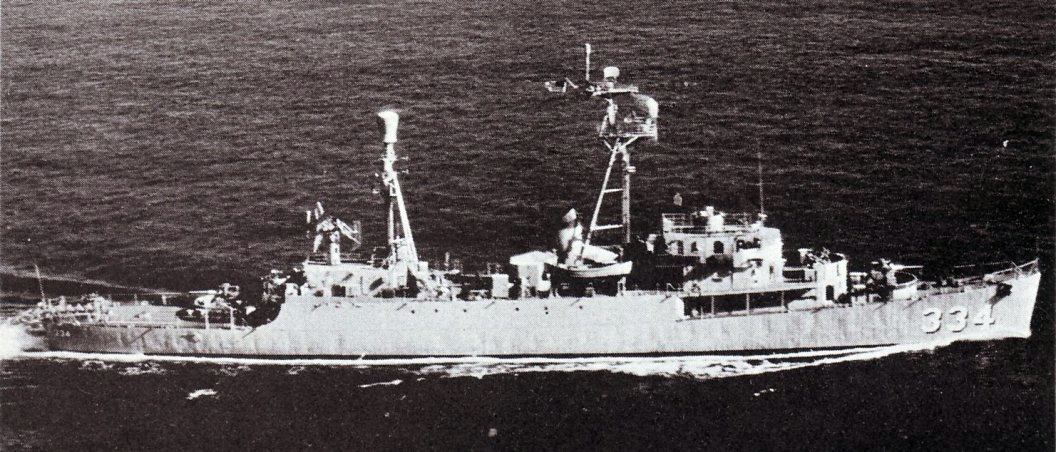
南ベトナム艦チェン・チン・ユーの前身のアメリカ艦フォスター。

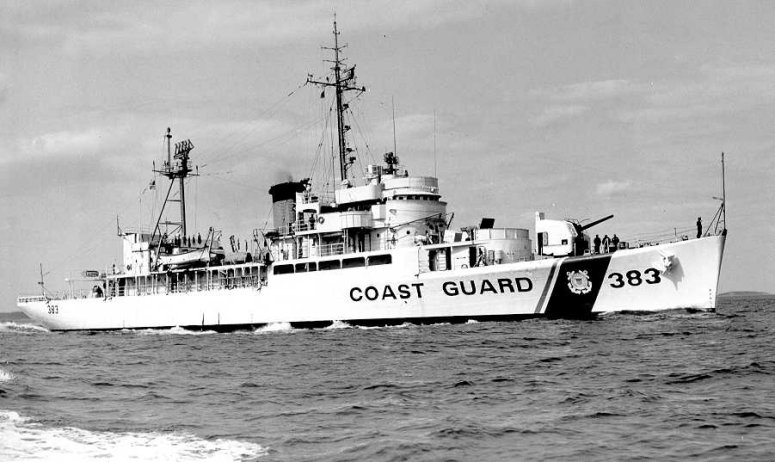
南ベトナム艦チェン・ピン・チョンの前身のアメリカ艦キャッスル・ロック。

1974年1月19日午前7時40分、南ベトナム軍40人が広金島に上陸を開始し、同島の中国軍と銃撃戦となった。第73駆潜艇大隊と掃海艇2隻の中国艦隊も駆け付け、午前8時頃から両軍艦艇がお互いに進路妨害や体当りを始めた。
午前10時22分、南ベトナム艦隊が発砲し、ついに本格的な交戦状態となった。南ベトナム艦隊はチェン・チン・ユーとチェン・ピン・チョンが隊列を組み、他の2艦はバラバラで行動した。ヌータオと中国側掃海艇2隻は激しい接近戦となり、ヌータオと中国掃海艇「389号」がいずれも浸水・炎上した。1時間足らずの交戦で南ベトナム艦隊は次々と損傷し、バラバラに戦場離脱を図った。中国側は12時過ぎに第74駆潜艇大隊の2隻も増援として到着し、ベトナム艦を追撃した。低速のヌータオは逃げ切れず、優速な中国艦隊の集中攻撃を浴び、午後2時52分に西沙諸島西部海域で沈没した。
午後1時30分、永楽島に3個歩兵中隊・1個偵察中隊の中国軍部隊が上陸して占領した。この際、中国艦隊とベトナム艦「キーリン」（漢字表記：麒麟）の間でも交戦があった。翌1月20日には、金銀島など3島にも中国軍が上陸し、航空機の援護の下で占領した。地上戦で南ベトナム軍は約100人が死傷した。

## 結果
この戦いは中国軍の勝利に終わった。南ベトナム軍は哨戒艇ヌータオが撃沈され、哨戒艦リ・トン・キェトが大破したほか、残る2隻も損傷した。人的損害も多数の死傷者が出たほか、49人が捕虜となり、うち1人はアメリカ人の軍事顧問だった。中国軍は掃海艇「389号」が大破したほか、駆潜艇「274号」も損傷した。人的損害は中国側によると戦死18人、負傷者67人であった。
中国海軍の勝因は、速力や武装、特に近接戦に有利な速射砲の数において中国艦が優っていたことにある。ベトナム艦は船体こそ大型でも速力が遅くて武装も大口径砲少数しかなく、より小型の中国艦に圧倒される結果となった。また、戦術面でもベトナム側は、速力のばらつきが大きいためもあって陣形を組んでおらず、しかも不利な接近戦を自ら挑むなど問題点が目立った。
西沙諸島から南ベトナムの勢力は追い払われ、完全に中国の実効支配下に置かれることになった。中国軍は、永興島に4階建ての建物やヘリポートを整備し、戦車部隊やミサイル艇を駐留させるなど要塞化を進めた。ベトナム戦争終結後、ベトナム統一を遂げたベトナム社会主義共和国（旧・北ベトナム）政府は、中国に対して西沙諸島の領有権を主張して外交交渉を求めたが、中国政府は応じていない。1988年には2600m級の本格的な滑走路を有する飛行場まで完成させ、南シナ海支配の戦略拠点としている。同年、中国軍はベトナム支配下にある南沙諸島（スプラトリー諸島）にも侵攻するとベトナム軍を撃破し勢力下においた（南沙諸島海戦）。